# 瓜地馬拉江海鯰
瓜地馬拉江海鯰為輻鰭魚綱鯰形目海鯰科的其中一種，分布於中美洲瓜地馬拉Izabal湖流域，體長可達44公分，棲息在底中層水域，生活習性不明。

## 擴展閱讀
維基物種上的相關：瓜地馬拉江海鯰